# パウリカ・イオン
パウリカ・イオン（Paulică Ion、1983年1月10日 - ）は、ルーマニアの元ラグビーユニオン選手。なお日本語では「イオン・パウリカ」と表記されることもある。

## プロフィール
- ルーマニア・ブライラ出身[2]。
- ポジションはプロップ(PR)。
- 身長 183cm、体重 119kg
- ルーマニア代表通算キャップ数は74でラグビーワールドカップ2003・ラグビーワールドカップ2007・ラグビーワールドカップ2011・ラグビーワールドカップ2015のルーマニア代表に選ばれた[3]。

## 略歴
CSAステアウア・ブクレシュティ、ブカレスト・ウルブズ、バース、ロンドン・アイリッシュ、ロンドン・ウェルシュRFCを経て、2013年、USAペルピニャンに加入。
2016年、現役を引退した。